# Delias cuningputi
Delias cuningputi is een vlindersoort uit de familie van de Pieridae (witjes), onderfamilie Pierinae.
Delias cuningputi werd in 1900 beschreven door Ribbe.